# Volei la Jocurile Olimpice de vară din 2016
Probele sportive de volei la Jocurile Olimpice de vară din 2016 include partidele de volei de sală, care s-au disputat pe Arena Maracanãzinho în perioada 6–21 august 2016, în timp ce partidele de volei pe plajă au avut loc în perioada 6–18 august la Arena Copacabana, pe plaja Copacabana.

## Medaliati
| Probă           | Aur | Argint | Bronz |
| Masculin        | Brazilia (BRA) · William Arjona · Éder Carbonera · Wallace de Souza · Luiz Felipe Fonteles · Evandro Guerra · Ricardo Lucarelli Souza · Bruno Rezende · Lucas Saatkamp · Sérgio Santos · Maurício Silva · Douglas Souza · Maurício Souza | Italia (ITA) · Oleg Antonov · Emanuele Birarelli · Simone Buti · Massimo Colaci · Simone Giannelli · Osmany Juantorena · Filippo Lanza · Matteo Piano · Salvatore Rossini · Pasquale Sottile · Luca Vettori · Ivan Zaytsev              | Statele Unite ale Americii (USA) · Matthew Anderson · Micah Christenson · Maxwell Holt · Thomas Jaeschke · David Lee · William Priddy · Aaron Russell · Taylor Sander · Erik Shoji · Kawika Shoji · David Smith · Murphy Troy            |
| Feminin         | China (CHN) · Ding Xia · Gong Xiangyu · Hui Ruoqi · Lin Li · Liu Xiaotong · Wei Qiuyue · Xu Yunli · Yan Ni · Yang Fangxu · Yuan Xinyue · Zhang Changning · Zhu Ting                                                                      | Serbia (SRB) · Tijana Bošković · Jovana Brakočević · Bianka Buša · Tijana Malešević · Brankica Mihajlović · Jelena Nikolić · Maja Ognjenović · Silvija Popović · Milena Rašić · Jovana Stevanović · Stefana Veljković · Bojana Živković | Statele Unite ale Americii (USA) · Rachael Adams · Foluke Akinradewo · Kayla Banwarth · Alisha Glass · Christa Harmotto · Kimberly Hill · Jordan Larson · Carli Lloyd · Karsta Lowe · Kelly Murphy · Kelsey Robinson · Courtney Thompson |
| Masculin, plajă | Brazilia (BRA) · Alison Cerutti · Bruno Oscar Schmidt | Italia (ITA) · Daniele Lupo · Paolo Nicolai | Olanda (NED) · Alexander Brouwer · Robert Meeuwsen |
| Feminin, plajă  | Germania (GER) · Laura Ludwig · Kira Walkenhorst | Brazilia (BRA) · Ágatha Bednarczuk · Bárbara Seixas | Statele Unite ale Americii (USA) · Kerri Walsh Jennings · April Ross |

## Clasament pe medalii
Legendă
  *   Țara-gazdă
| Loc   | Țară                       | Aur | Argint | Bronz | Total |
| ----- | -------------------------- | --- | ------ | ----- | ----- |
| 1     | Brazilia*                  | 2   | 1      | 0     | 3     |
| 2     | China                      | 1   | 0      | 0     | 1     |
| 2     | Germania                   | 1   | 0      | 0     | 1     |
| 4     | Italia                     | 0   | 2      | 0     | 2     |
| 5     | Serbia                     | 0   | 1      | 0     | 1     |
| 6     | Statele Unite ale Americii | 0   | 0      | 3     | 3     |
| 7     | Olanda                     | 0   | 0      | 1     | 1     |
| Total | Total                      | 4   | 4      | 4     | 12    |